# Julien Carette
Julien Henri Carette (Parigi, 23 dicembre 1897 – Saint-Germain-en-Laye, 20 luglio 1966) è stato un attore francese, recitò in oltre un centinaio di film principalmente in ruoli comici da caratterista.

## Biografia
Piccolo di statura, malizioso, dotato di un umorismo pungente, Carette non lasciò mai indifferenti spettatori e registi. Nato nel XVII arrondissement di Parigi, ne uscì presto accumulando diversi lavoretti (venditore ambulante, rappresentante, macchinista teatrale, operaio), si iscrisse alla Scuola nazionale superiore di arti decorative (Arts Décos), dove incontrò Claude Autant-Lara, con la segreta speranza di diventare un pittore. Sentendo che la propria vocazione artistica nella pittura non era abbastanza forte, si diede al teatro. Dopo aver fallito l'esame di ammissione al Conservatoire national supérieur d'art dramatique, venne assunto come figurante al Théâtre de l'Odéon.
Dopo un primo ruolo in un film, dove interpretò Gavrilo Princip, l'assassino dell'arciduca Francesco Ferdinando, Julien Carette partecipò a diversi film muti minori. L'avvento del sonoro rivelò il suo forte accento parigino. Nel 1931, recitò in L'Amour à l'américaine di Claude Heymann e Attaque nocturne di Marc Allégret. I fratelli Prévert gli diedero una possibilità con un ruolo di primo piano in L'affare è fatto (1932). Tra il 1932 e il 1937, recitò in una trentina di film. Il suo caratteristico accento parigino, il suo buon umore, e le sue buffe espressioni facciali contribuirono a garantirne la grande popolarità presso il pubblico francese.
Jean Renoir gli offrì dei ruoli su misura ne La grande illusione (1937), La Marsigliese, L'angelo del male (1938), e La regola del gioco (1939) . Nel 1943, fu Pierre Prévert a offrirgli il ruolo di protagonista in Adieu Léonard. In seguito fu nuovamente protagonista in Bonsoir mesdames, bonsoir messieurs  di Roland Tual.
Dal 1942 diventò l'attore preferito di Claude Autant-Lara che lo volle in Lettres d'amour (1942) e Occupati d'Amelia (1949), dove sfruttò la sua vena comica. In Arriva Fra' Cristoforo...  (1951), al fianco di Fernandel e Françoise Rosay, recitò con convinzione l'inquietante ruolo di un padrone d'albergo assassino.
Negli anni cinquanta ebbe anche una parentesi in Italia dove lavorò con Luigi Zampa in È più facile che un cammello... e Signori, in carrozza!, Carmine Gallone in Casa Ricordi, e Glauco Pellegrini in Gli uomini, che mascalzoni!.
La sua lunga carriera (girò oltre un centinaio di film) è legata ad altri grandi registi francesi: Henri Decoin, Marcel Carné, Yves Allégret, Jean Grémillon, Sacha Guitry, Henri Verneuil, Georges Lampin, André Cayatte. Nel 1964 recitò nel suo ultimo film, Les aventures de Salavin di Pierre Granier-Deferre.
Si ritirò dalle scene per motivi di salute alla metà degli anni sessanta. A seguito di un incendio domestico nel suo appartamento di Vésinet (si sarebbe addormentato fumando a letto), morì il 20 luglio 1966 all'ospedale di Saint-Germain-en-Laye, a causa delle ustioni riportate.
È sepolto nel cimitero di Vésinet (Yvelines).

## Filmografia parziale
- Le Collier, regia di Marc Allégret - cortometraggio (1931)
- L'Amour à l'américaine, regia di Claude Heymann e Pál Fejös (1931)
- Seul, regia di Jean Tarride (1932)
- Lo squadrone si diverte (Les gaîtés de l'escadron), regia di Maurice Tourneur (1932)
- Passionnément, regia di René Guissart e Louis Mercanton (1932)
- L'affare è fatto (L'affaire est dans le sac), regia di Pierre Prévert (1932)
- La contessina si diverte (Baby), regia di Pierre Billon e Karel Lamač (1933)
- La pouponnière, regia di Jean Boyer (1933)
- Je te confie ma femme, regia di René Guissart (1933)
- Moi et l'impératrice, regia di Friedrich Hollaender e Paul Martin (1933)
- Adieu les beaux jours, regia di André Beucler e Johannes Meyer (1933)
- Gonzague, regia di Jean Grémillon (1933)
- Georges et Georgette, regia di Roger Le Bon e Reinhold Schünzel (1934)
- Mon coeur t'appelle, regia di Carmine Gallone e Serge Veber (1934)
- Le greluchon délicat, regia di Jean Choux (1934)
- Un petit trou pas cher, regia di Pierre-Jean Ducis (1934)
- Le Billet de mille, regia di Marc Didier (1934)
- Ferdinand le noceur, regia di René Sti (1934)
- Turandot, regia di Gerhard Lamprecht e Serge Véber (1934)
- Il caso del giurato Morestan (Gribouille), regia di Marc Allégret (1937)
- La grande illusione (La Grande Illusion), regia di Jean Renoir (1937)
- L'angelo del male (La Bête humaine), regia di Jean Renoir (1938)
- La regola del gioco (La Règle du jeu), regia di Jean Renoir (1939)
- Piccola ladra (Battement de coeur), regia di Henri Decoin (1940)
- Sotto i tetti di Montmartre (Sixième étage), regia di Maurice Cloche (1941)
- Adieu Léonard, regia di Pierre Prévert (1943)
- Turno di notte (Service de nuit), regia di Jean Faurez e Belisario Randone (1944)
- La vergine scaltra (La Marie du port), regia di Marcel Carné (1949)
- Occupati d'Amelia (Occupe-toi d'Amélie), regia di Claude Autant-Lara (1949)
- È più facile che un cammello..., regia di Luigi Zampa (1950)
- Agence matrimoniale, regia di Jean-Paul Le Chanois (1951)
- Signori, in carrozza!, regia di Luigi Zampa (1951)
- Arriva Fra' Cristoforo... (L'auberge rouge), regia di Claude Autant-Lara (1951)
- Una signora per bene (Le bon Dieu sans confession), regia di Claude Autant-Lara (1953)
- Gli uomini, che mascalzoni!, regia di Glauco Pellegrini (1953)
- Casa Ricordi, regia di Carmine Gallone (1954)
- Si Paris nous était conté, regia di Sacha Guitry (1956)
- Archimede le clochard, regia di Gilles Grangier (1958)
- Il giocatore (Le Joueur), regia di Claude Autant-Lara (1958)
- Polikuska, regia di Carmine Gallone (1958)
- Lo specchio a due facce (Le Miroir à deux faces), regia di André Cayatte (1958)
- Les aventures de Salavin, regia di Pierre Granier-Deferre (1964)

## Teatro
- 1917 : L'Affaire des poisons di Victorien Sardou, Théâtre de l'Odéon
- 1920 : Cromedeyre-le-Vieil di Jules Romains, Théâtre du Vieux-Colombier
- 1921 : La Dauphine di François Porché, Théâtre du Vieux-Colombier
- 1922 : Les Plaisirs du hasard di René Benjamin, Théâtre du Vieux-Colombier
- 1925 : L'Infidèle éperdue di Jacques Natanson, Théâtre de la Michodière
- 1925 : Le Greluchon délicat di Jacques Natanson, Théâtre de la Michodière
- 1927 : Knock Out di Jacques Natanson e Jacques Théry, Théâtre Edouard VII
- 1930 : Cœur di Henri Duvernois, Théâtre des Nouveautés
- 1930 : Langrevin père et fils di Tristan Bernard, Théâtre des Nouveautés
- 1931 : Le Roi masqué di Jules Romains, Théâtre Pigalle
- 1933 : Lundi 8 heures di George S. Kaufman e Edna Ferber, Théâtre des Ambassadeurs
- 1934 : Liberté provisoire di Michel Duran, Théâtre Saint-Georges
- 1934 : L'Été di Jacques Natanson, Nouvelle Comédie
- 1938 : Cavalier seul di Jean Nohain e Maurice Diamant-Berger, Théâtre du Gymnase
- 1953 : Faites-moi confiance di Michel Duran, Théâtre du Gymnase

## Doppiatori italiani
- Lauro Gazzolo in Turno di notte, È più facile che un cammello..., Signori, in carrozza!, Casa Ricordi, Archimede le clochard, Polikuska
- Stefano Sibaldi in La grande illusione
- Bruno Persa in Arriva Fra' Cristoforo...
- Oreste Lionello in La regola del gioco (doppiaggio tardivo)
- Gianfranco Bellini in L'angelo del male (ridoppiaggio)[2]